# Jan Gildemeester Jansz.

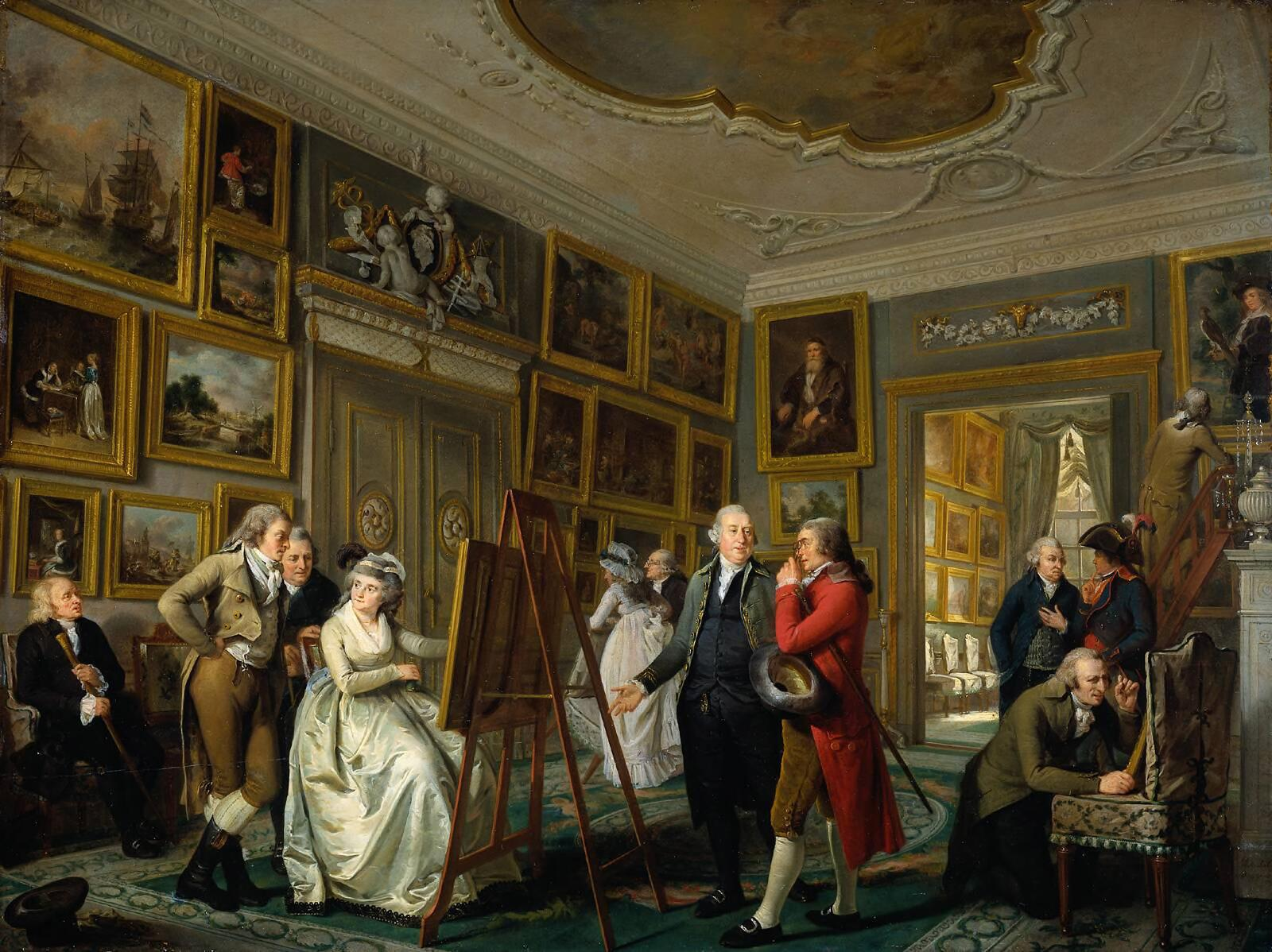
Adriaan de Lelie. De kunstgalerij van Jan Gildemeester Jansz in zijn huis aan de Herengracht te Amsterdam. 1794-1795. Amsterdam, Rijksmuseum Amsterdam.

Jan Gildemeester Jansz. (Lissabon, 1744 – begraven Amsterdam, 22 februari 1799) was een belangrijke Nederlandse kunstverzamelaar aan het einde van de 18e eeuw.

## Biografie
Jan Gildemeester woonde als vrijgezel bij zijn vader in een huis op de Keizersgracht, waar hij begon met het aanleggen van een kunstverzameling. Zijn ouders waren enkele jaren na de aardbeving van 1755 met hun twee zoontjes naar Holland gekomen.
Jan Gildemeester Jansz. was betrokken bij de walvisvaart en werd in 1778 benoemd tot agent en consul-generaal van Portugal bij de Republiek. In datzelfde jaar schonk hij bijna honderdduizend gulden voor de bouw van Felix Meritis. Hij kocht in 1792 een van de mooiste huizen op de Herengracht 475, waar hij zijn verzameling kon tentoonstellen. De bekende architect Jacob Otten Husly was mogelijk bij de verbouwing van het pand betrokken. Adriaan de Lelie schilderde in (1794/95) Jan Gildemeester Jansz. te midden van zijn verzameling, geflankeerd door Jurriaen Andriessen en de arts/militair C.R.T. Krayenhoff, met zichzelf op de achtergrond.

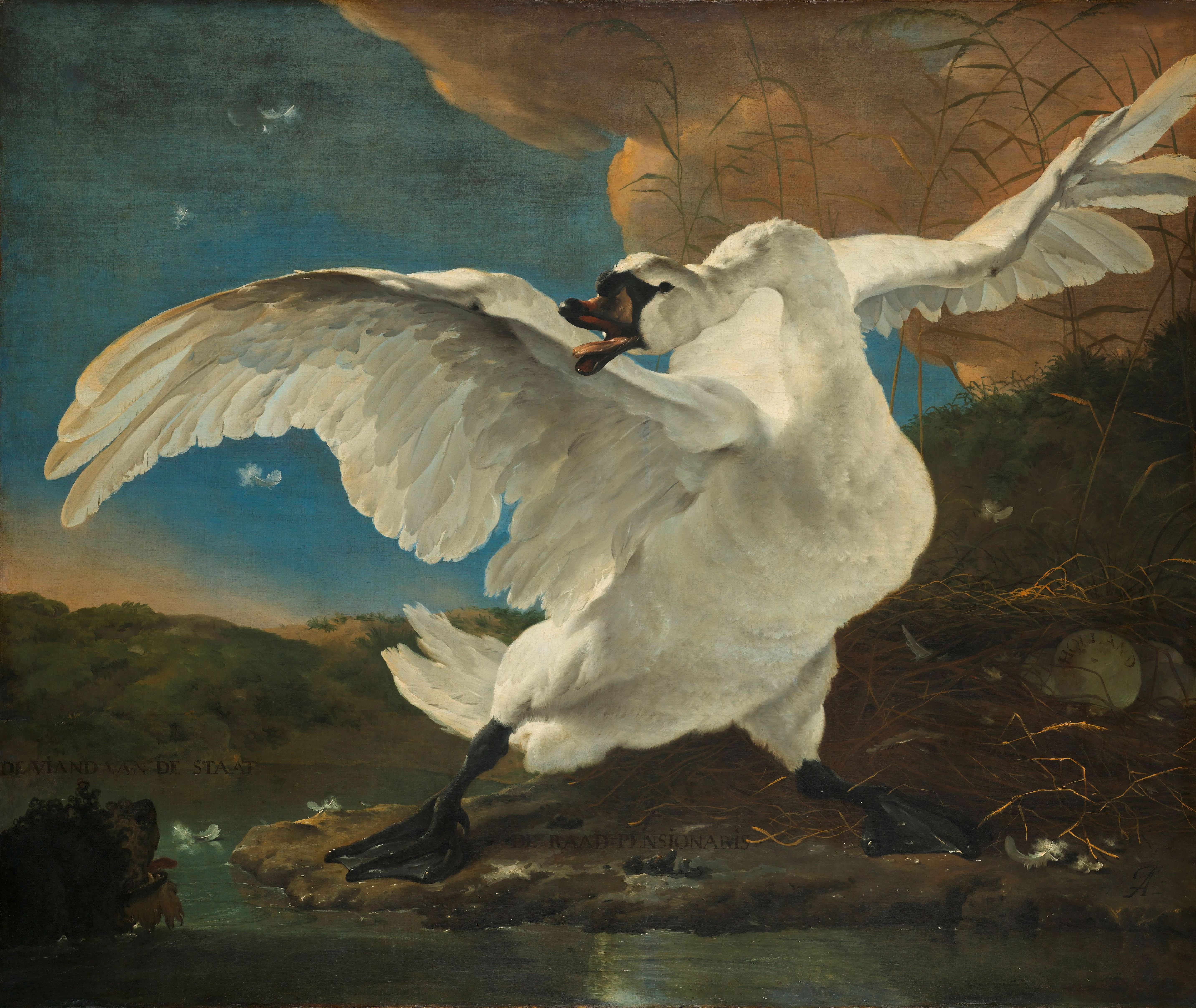
De bedreigde zwaan door Jan Asselijn

Gildemeester wist een verzameling schilderijen op te bouwen, die bij zijn dood in 1799 ruim drie honderd werken omvatte. daaronder waren werken van Jacob van Ruisdael, Meindert Hobbema, Pieter de Hoogh, Gabriel Metsu, Gerard ter Borch, Peter Paul Rubens en werk van de Franse schilder Jean-Baptist Pillement. Ook bezat hij een omvangrijke collectie tekeningen en prenten. Een van zijn toen reeds beroemde stukken was Rembrandts De scheepbouwmeester Rijksen en zijn vrouw, tegenwoordig in Buckingham Palace. Van Rembrandt bezat hij het Portret van een geestelijke (1637) en de Genezing van de Oude Tobias (1636). Op de veiling, die in 1800 gehouden werd en die 167.000 gulden opbracht, werd de hoogste prijs betaald voor een schilderij van Paulus Potter: de Koeienmelkster. De schilders van koeien (Potter) en van hazen (Weenix) waren aan het eind van de achttiende eeuw en aan het begin van de Romantiek uitzonderlijk populair. Een aantal belangrijke schilderijen, zoals de Zwaan van Jan Asselijn, kwam terecht in de Nationale Konst-galerij in Huis ten Bosch, in 1800 geopend voor publiek.

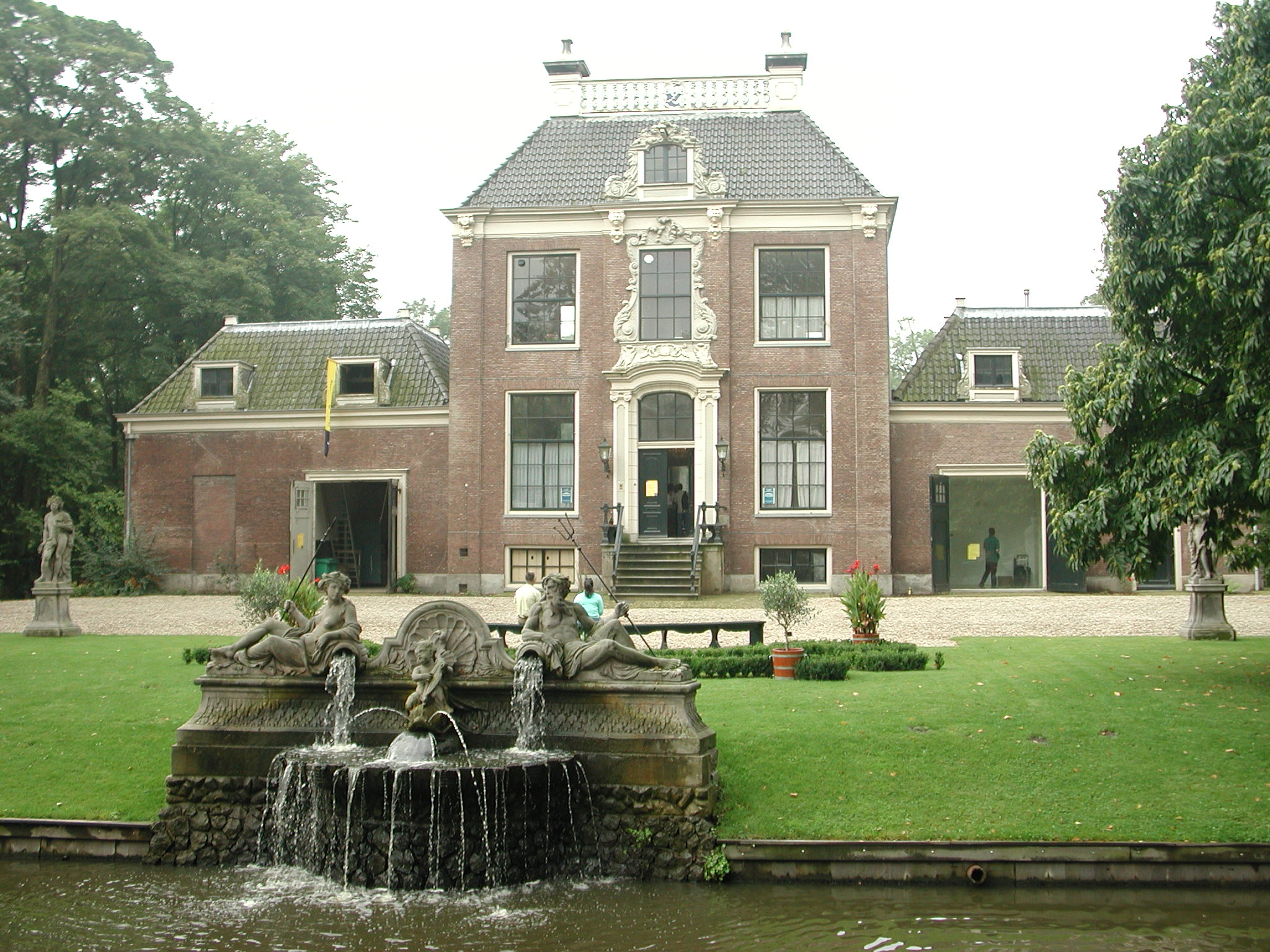
Huize Frankendael

## Varia
Het mogelijk mooiste grachtenpand in Amsterdam heeft een uitzonderlijk trappen- en tuinhuis, ontworpen en versierd door Isaac de Moucheron en Jan van Logteren. Jan Gildemeester erfde in 1779 van zijn vader het buitenplaats Frankendael in de Watergraafsmeer. De vrijheidsboom die in januari 1795 op de Dam werd neergezet - de grond was te hard bevroren om in te graven - kwam uit de tuin van Gildemeester in de Watergraafsmeer. Jan Gildemeester ligt begraven in de Lutherse kerk. Zijn universele erfgenaam was zijn zwakzinnige nichtje Maria, die in 1817 overleed.